# Bernhard Sieburger
 Bernhard Sieburger, také Bernard Wilhelm Sieburger (21. prosinec 1825 Gdaňsk (Prusko) - po 25. listopadu 1909 Smíchov) byl prusko-český malíř, designér papírových tapet a továrník. Byl činný v období historismu, převážně v Praze a na jeho předměstích v Bubenči a na Smíchově. 

## Život a kariéra malíře
Sieburger odešel v roce 1843 z rodného Gdaňsku do Düsseldorfu ke studiu malířství na Akademii umění. Po přípravném ročníku navštěvoval 2. třídu u Karla Ferdinanda Sohna, poté do roku 1847 studoval malbu u prof. Theodora Hildebrandta. Protože zůstal delší dobu pryč, ztratil rokem 1847 na düsseldorfské akademii své místo. Jeho prvními doloženými obrazy jsou portréty dámy a dítěte, jimiž se představil jako „pražský umělec“ na výroční výstavě Akademie výtvarných umění ve Vídni. O dva roky později se zúčastnil lednové výstavy Rakouského uměleckého spolku (Österreichisches Kunstverein) portrétem ženy. Na III. všeobecné německé výstavě umění ve Vídni v září 1868 vystavil historický obraz Král Lear v kobce chrání svou dceru Kordelii před útoky vrahů. V roce 1870 se účastnil výroční výstavy Akademie umění v Drážďanech s obrazem Truchlící Popelka

## Továrna na tapety a dekorace
Bernhardův starší bratr Robert Friedrich Sieburger (* 1819 Gdaňsk) založil v Praze v roce 1849 První továrnu na papírové tapety v Čechách s prodejnou na Koňském trhu čp. 845/II a výrobním provozem papírny v Bubenči, do níž Bernhard asi roku 1851 přistoupil jako společník. V letech 1862-1864 již jejich továrna na tapety Robert & Bernhard Sieburger zaměstnávala 130 dělníků při výrobě barevného papíru a textilií a 180 dělníků u tapet, vyráběla a vyvážela jak vzorované tapety s pestrobarevným potiskem, tak s raženým dekorem nebo s tlačenými reliéfy, také reliéfní dekorace lisované z kartonu, nahrazující štukatury (lepily se na stropy či ostění a omítaly), zástěny, závěsy, žaluzie a rolety. Výrobky se vyvážely například do Itálie, Podunají, do Ruska i do  Ameriky. V roce 1867 firma dostala čestné uznání na Světové výstavě umění a průmyslu v Paříži (Exposition universelle d'Art et d'Industrie), zúčastnila se také Světové výstavy ve Vídni v roce 1873, při níž vystavovala v Rakouském uměleckoprůmyslovém muzeu kolekci hedvábných velurových tapet a alpských květinových dekorací na stěny a stropy. Do firmy v té době nastoupili oba Robertovi synové Robert mladší (* 1851)  a Hugo (* 1853), kteří po matce Jindřišce, rozené Röhrsové, zdědili polovinu bubenečské továrny na nábytek Heinricha Röhrse, v polovině  90. let ji připojili ke své a později pronajali.

## Rodina a bydliště
Bernhard Sieburger bydlel na Smíchově nejméně od roku 1855 až do své smrti. Své obrazy vystavoval do roku 1897.
- Manželka Juliana, rozená Röhrsová, zdědila část bubenečské továrny na nábytek Heinricha Röhrse.[6]
- Syn Arthur (* 1859) se s bratranci Hugem a Robertem mladším stal společníkem Röhrsovy továrny na nábytek[7].
- Dcera Fridericke (Frida, * 1862), se stala malířkou, malovala krajiny.

Posledním údaj o Bernhardově životě podává přihláška pražského policejního ředitelství z 25. listopadu 1909, kdy se připomíná jako vdovec a spolu se synem Arturem, bydlí na Smíchově na nové adrese, v činžovním domě čp. 372/24  v tehdejší Husově (nyní Drtinově) ulici; dům dosud stojí.